# حامل الصباغ

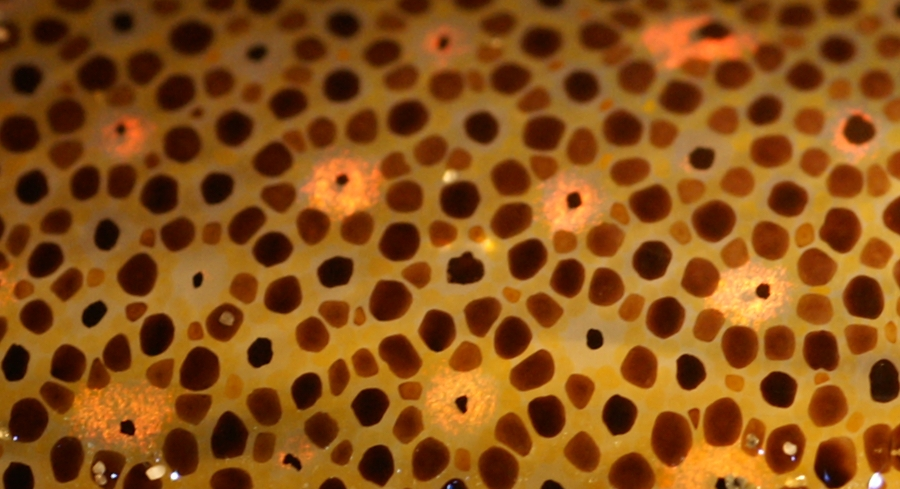
حاملات الصباغ في جلد السبيدج.

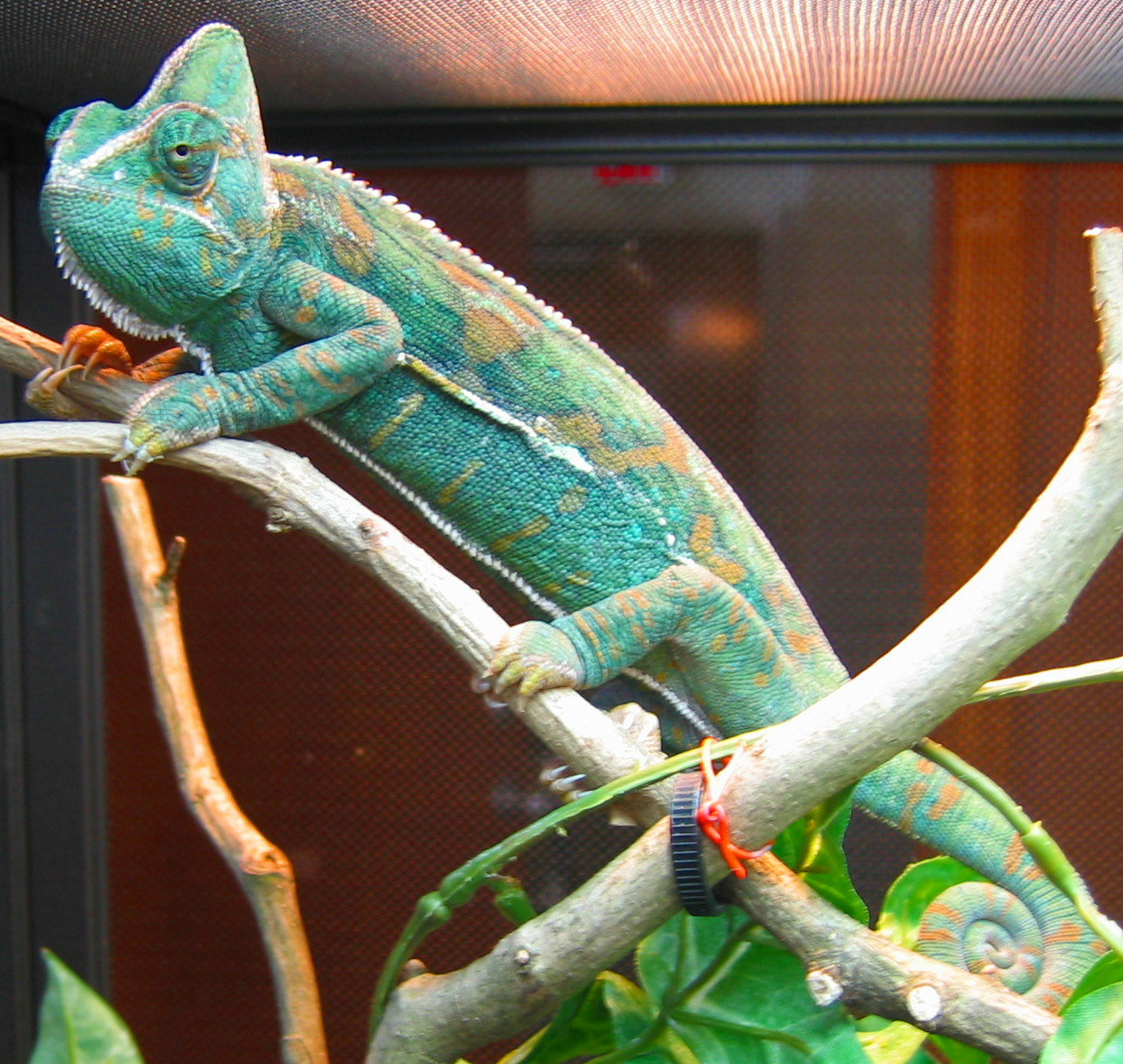
حرباء محجبة أنثى. اللونين الأزرق والأخضر يظهران من خلال خلايا حاملات للصباغ تكعس الضوء بشكل مرشح

حامِلُ الصِّباغِ أو حامل الصبغة أوالكروماتين  أو حَامِلةُ اللَّوْن أو المُلَوِّنَة (بالإنجليزية: Chromatophore)‏، هو خلية أو مجموعة خلايا عاكسة للضوء تحتوي على صبغات توجد في عدد كبير من الحيوانات متغيرة الحرارة مثل البرمائيات والأسماك والزواحف والقشريات ورأسيات القدم.
لا تحتوي الثدييات ولا الطيور على هذا النوع من الخلايا، بل إنها تحتوي على خلايا تدعى بالخلايا الميلانينية لغرض تلون الحيوانات.
لحاملات الصباغ دور في لون العين في الحيوانات خارجية الحرارة وتتكون في العرف العصبي خلال التخلق المضغي.

## الأنواع
وتصنف حاملات الصباغ حسب اللون (أو صبغة اللون) إلى:
- حاملة الأصفر (بالإنجليزية: xanthophore)‏
- حاملة الأحمر (بالإنجليزية: erythrophore)‏
- حاملة الأبيض (بالإنجليزية: leucophore)‏
- حاملة الأسود أو الداكن (بالإنجليزية: melanophore)‏
- حاملة الأزرق (بالإنجليزية: cyanophore)‏
- حاملة قزحية (بالإنجليزية: iridophore)‏ (تقزح/انعكاس)